# KUD France Prešeren
KUD France Prešeren (polno ime Kulturno umetniško društvo France Prešeren Trnovo, bolj znan kar kot Kud) je krovna organizacija, ki pod eno streho združuje zelo različne kulturne in umetniške projekte. Deluje v Ljubljani, v Trnovem, med njegove najbolj znane in najpomembnejše projekte ali ustvarjalce pa sodijo:
- Trnfest, enomesečni poletni festival
- Goli oder, mednarodni festival improvizacijskega gledališča
- Impro liga, vseslovensko prvenstvo v gledališki improvizaciji
- Gverila teater, improvizacijsko gledališče
- Trnovski terceti
- Andrej Rozman - Roza
- Narobov
- Zijah Sokolovič, bosanski dramski igralec (Glumac je glumac, Cabares Cabarei)
- Improvizija, improvizirana parodija Evrovizije
- Ljudmila, ljubljanski laboratorij za digitalne medije in kulturo